# Estrecho de Johnstone
El estrecho de Johnstone (en  inglés, Johnstone Strait) es un estrecho de mar que rodea la costa noreste de la isla de Vancouver en Columbia Británica, Canadá, un estrecho canal de unos 110 km de longitud. Frente a la costa de la isla de Vancouver, que corre de norte a sur, están la isla Hanson, la isla West Cracroft, la parte continental de la costa de la Columbia Británica, la isla Hardwicke, la isla West Thurlow y la isla East Thurlow. En este punto, el estrecho se une con el pasaje Discovery que conecta con el estrecho de Georgia. 
El estrecho tiene una anchura de entre 2,5 km y 5 km. Se trata de un importante canal de navegación en la costa oeste de América del Norte ya que es el canal preferido de los buques que desde el estrecho de Georgia se dirigen al norte de la isla de Vancouver a través del estrecho de la Reina Carlota, con destino a Prince Rupert, el archipiélago de Haida Gwaii, Alaska, y el océano Pacífico Norte.
El estrecho es el hogar de aproximadamente 150 orcas durante los meses de verano, que a menudo son vistas desde kayak y botes llenos de turistas. Científicos, entre ellos el difunto Michael Bigg y Paul Spong, han estado investigando las orcas en el estrecho desde 1970. El trabajo de Spong ha incluido la creación de OrcaLab que se basa en la idea de que las orcas pueden ser estudiadas en su hábitat natural, sin interferir en su vida o su hábitat. El estrecho incluye la Reserva Ecológica Robson Bight (Michael Bigg). 
El estrecho fue nombrado por George Vancouver en honor de James Johnstone, maestro del HMS Chatham. Su partida de reconocimiento determinó que la isla de Vancouver era una isla.
No hay ninguna población de importancia a lo largo del estrecho. Telegraph Cove y Robson Bight, en la isla de Vancouver, están a lo largo del estrecho cerca de su extremo norte y el pueblo de Sayward, en la bahía Kelsey, está cerca de su punto medio.